# Tremaya

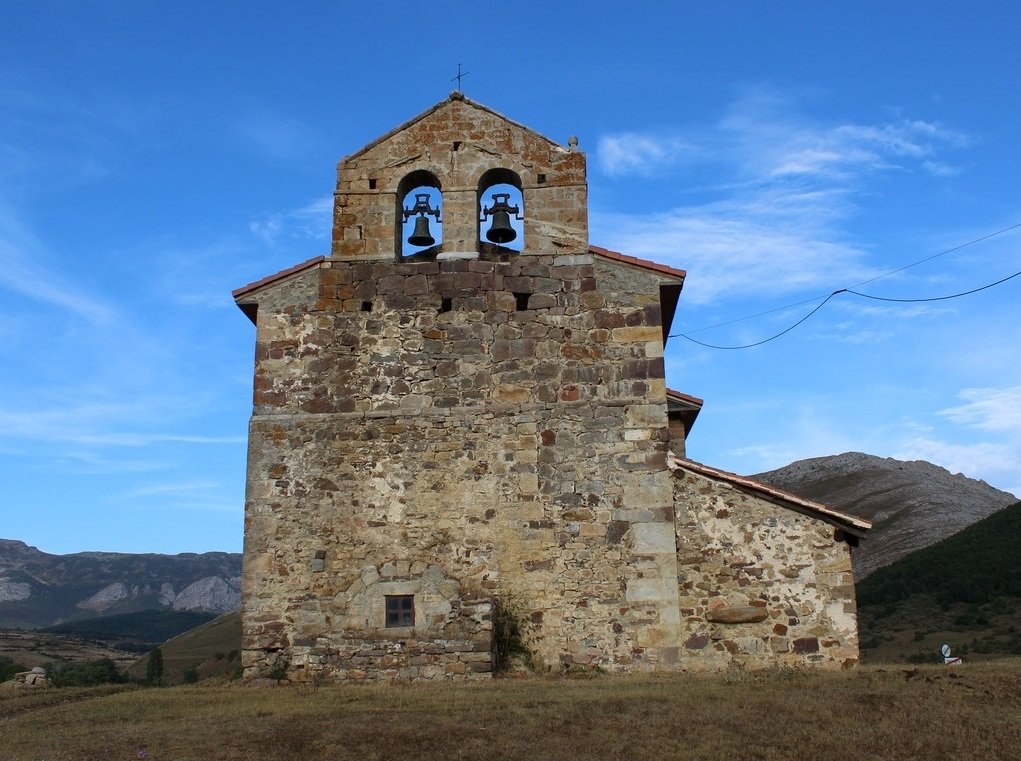
Iglesia de la Asunción de María

Tremaya es una localidad y también una pedanía del municipio de La Pernía en la provincia de Palencia, en la comunidad autónoma de Castilla y León, España.

## Geografía
Está a una distancia de 4,6 km de San Salvador de Cantamuda, la capital municipal, en la comarca de Montaña Palentina, y al sur de la sierra de Híjar.

## Demografía
Evolución de la población en el siglo XXI
| Gráfica de evolución demográfica de Tremaya entre 2000 y 2022      |
|                                                                    |
| Población de derecho (2000-2022) según el padrón municipal del INE |

## Patrimonio
- Iglesia de la Asunción de María.
- Localidad situada dentro del parque natural de Fuentes Carrionas y Fuente Cobre-Montaña Palentina.